# Maya Reiner
Maya Reiner (* 1952 in Stötten am Auerberg) ist eine deutsche Architektin und Hochschullehrerin.

## Leben
Maya Reiner studierte Architektur an der TU München und an der University of California in Berkeley bei Bill Turnbull. Sie führt seit 1981 in München ein Architekturbüro zusammen mit Jörg Weber und ist seit 1996 Professorin an der Universität Kassel.
Sie hat zahlreiche Auszeichnungen erhalten. Einer breiten Öffentlichkeit wurden Maya Reiner + Jörg Weber, Architekten und Stadtplaner, München bekannt, als ihr städtebaulicher Entwurf 1996 dem Bau der neuen Messestadt Riem in München zu Grunde gelegt wurde.

## Werk
- 1984: Kirchturm St. Matthäus, Nürnberg
- 1993: Friedenskirche Wartenberg
- 1997: Bürgerhaus Burghausen
- 2002: Prinzregentenstadion München
- 2003: Wichern Zentrum München
- 1994–2005: Bauleitplanung Messestadt München-Riem
- 1993–1996: Bauleitplanung Friedenspromenade München-Trudering